# Vai rebola
Vai rebola è una canzone della cantante brasiliana Melody.

## Video musicale
Melody appare nel video di "Vai Rebola" con un costume al neon e ti porta direttamente a una festa con tanto di ballo accompagnato dai ballerini della compagnia di Daniel Saboya che hanno creato la coreografia e prodotto la clip.